# Ludwig Schütz
Ludwig Schütz (* 27. April 1838 in Mayen bei Koblenz; † 9. Dezember 1901 in Trier) war ein deutscher katholischer Priester und Philosophiehistoriker. 
Schütz wurde 1863 zum katholischen Priester geweiht und wirkte von 1868 bis 1897 als Professor der Philosophie am Trierer Priesterseminar. Mitbegründer der Görres-Gesellschaft, war er Mitarbeiter an deren Philosophischem Jahrbuch. Ab 1886 leitete Schütz als Nachfolger von Paul Leopold Haffner auch die philosophische Sektion der Görres-Gesellschaft. Im neuthomistischen Lager fest verortet, schuf er das bis heute noch viel benutzte und sehr geschätzte Thomas-Lexikon. Sammlung, Übersetzung und Erklärung der in sämtlichen Werken des hl. Thomas von Aquin vorkommenden Kunstausdrücke und wissenschaftlichen Aussprüche. Weitere Monographien waren sein Werk Vernunftbeweis für die Unsterblichkeit der menschlichen Seele (1874) sowie seine Einleitung in die Philosophie (1879).
Kirchenmusikalisch gut bewandert, setzte er sich vergeblich für die Beibehaltung des alten trierischen Chorals ein.

## Werke
- Vernunftbeweis für die Unsterblichkeit der menschlichen Seele Paderborn, Schöningh 1874
- Einleitung in die Philosophie. Paderborn, Schöningh 1879 (ULB Münster)
- Der sogenannte Verstand der Thiere oder der animalische Instinkt : eine populär-naturwissenschaftliche Studie. Paderborn 1880 (ULB Münster)
- Thomas-Lexikon. Sammlung, Übersetzung und Erklärung der in sämtlichen Werken des hl. Thomas von Aquin vorkommenden Kunstausdrücke und wissenschaftlichen Aussprüche. Paderborn: Schöningh 2. Aufl. 1895 (Nachdruck Stuttgart: Frommann-Holzboog 1964 u. ö.) (x, 889 S.). (corpusthomisticum.org)
  - Download im fdb-Dictan-Format